# Iwan Trochłynski
Iwan Trochłynski (ukr. Іван Трохлинський, ur. 1804, zm. 1 września 1867 w Jażowie Nowym) – ksiądz greckokatolicki, administrator dekanatu birczańskiego w latach 1853–1858.
Wyświęcony w 1834. W latach 1834–1838 wikary w Skopowie, w latach 1838–1858 proboszcz w Iskani, od 1858 do śmierci proboszcz w Jażowie Nowym. Żonaty, owdowiał około 1858.
W latach 1853–1858 administrator dekanatu birczańskiego.